# Az Zabadānī
Az Zabadānī (arabiska: الزبداني) är en distriktshuvudort i Syrien.   Den ligger i provinsen Rif Dimashq, i den sydvästra delen av landet, 30 kilometer nordväst om huvudstaden Damaskus. Az Zabadānī ligger 1 183 meter över havet och antalet invånare är 29 549.
Terrängen runt Az Zabadānī är huvudsakligen kuperad, men åt nordost är den bergig. Az Zabadānī ligger nere i en dal.
Omgivningarna runt Az Zabadānī är i huvudsak ett öppet busklandskap. Runt Az Zabadānī är det ganska tätbefolkat, med 75 invånare per kvadratkilometer.